# Eupithecia fulviplagiata
Eupithecia fulviplagiata är en fjärilsart som beskrevs av Max Joseph Bastelberger 1907. Eupithecia fulviplagiata ingår i släktet Eupithecia och familjen mätare. Inga underarter finns listade i Catalogue of Life.